# Los arquitectos
Los arquitectos (en alemán, Die Architekten) es una película de la República Democrática Alemana estrenada en 1990, poco antes de la reunificación. Fue dirigida por Peter Kahane y fue el último largometraje producido por la Deutsche Film AG (DEFA).

## Argumento
Daniel Brenner es un arquitecto de mediana edad que, a pesar de haberse graduado en la universidad, apenas ha diseñado unas paradas de bus y cabinas de teléfono. Recibe el encargo de construir un recinto cultural en una ciudad satélite cerca de Berlín. Lo acepta bajo la condición de poder escoger libremente sus compañeros de equipo. Sus ideas no convencionales y no sujetas a las estrictas leyes hacen que el proyecto fracase. Su mujer tiene una relación extramatrimonial con un hombre suizo llamado Claude y le pide el divorcio a Daniel. Ella posteriormente deja el país junto a su hija. Daniel entra en depresión, pero consigue retomar el proyecto tras rogárselo a la Juventud Libre Alemana. La película finaliza mostrando al protagonista derrumbarse delante del escenario de inauguración de la construcción.

## Reparto
- Kurt Naumann como Daniel Brenner
- Rita Feldmeier como Wanda Brenner
- Uta Eisold como Renate Reese
- Jürgen Watzke como Martin Bulla
- Ute Lubosch como Franziska Scharf
- Jörg Schüttauf como Wilfried Berger